# UE Sant Julià
UE Sant Julià este un club de fotbal din Andorra care evoluează în Campionat de Lliga. A evoluat de mai multe ori în preliminariile cupelor europene, nereușind să treacă de calificări. În 2005 a întâlnit echipa românească Rapid București, pierzând cu scorul general de 10-0.

## Palmares
- Campionat de Lliga: 2

(2001, 2005)
- Supercopa Andorrana: 1

(2004)

## UE Sant Julià în Europa
| Competiție          | Meciuri | V | E | Î | Gm | Gp |
| ------------------- | ------- | - | - | - | -- | -- |
| Cupa UEFA           | 2       | - | - | 2 | -  | 10 |
| Cupa UEFA Intertoto | 10      | - | 1 | 9 | 7  | 41 |